# Wolofs
Cet article concerne le peuple wolof. Pour la langue wolof, voir Wolof.
 (mars 2021).
Les Wolofs constituent une ethnie d'Afrique de l'Ouest vivant principalement au Sénégal d'où ils sont originaires et représentent la majorité de la population,. Ils sont aussi présents en Mauritanie et en Gambie. En Afrique, ils ont souvent émigré dans la sous-région notamment en Gambie, au Mali, en Côte d´Ivoire, au Gabon, en Europe (en France,  en Espagne,  en Allemagne,  en Italie, au Royaume-Uni) et en Amérique du Nord (aux États-Unis et au Canada) où la diaspora sénégalaise est bien implantée.
Leur langue est le wolof. Ils sont presque tous musulmans.

## Ethnonymie
Selon les sources (d'auteurs européens surtout) et le contexte, on observe de très nombreuses variantes : Chelofe, Galofe, Guiolof, Gyloffe, Ialofe, Iolof, Jolof, Oulaf, Oulof, Ouoloff, Ouolof, Ouolofs, Valaf, Volof, Walaf, Walof, Wollof, Wolluf, Wolofs, Yaloff, Yolof.
Cheikh Anta Diop, scientifique et égyptologue sénégalais, utilisait le mot walaf dans ses recherches sur l'origine des Wolofs.
Le mot walaf est en effet l'ancêtre du mot wolof. En wolof le mot waa signifie « ceux venant de » et " laf " signifie « rive ». Donc waa-laf désignait ceux venant de la rive.Par la suite le mot waalaf devint par une légère déformation linguistique wolof. C'est comme ceux qui disent " Yow" en place de " Yaw " pour dire "Toi".

## Distribution géographique

Implantation historique des populations wolof.

La plupart des Wolofs vivent au Sénégal, où ils occupent les provinces historiques du Djolof, du Cayor, du Ndiambour, du Gandiol, du Toubé, du Baol, du Waalo, du Fouta-Toro  (ancien Tékrour) et du Saloum, ainsi que la presqu'île du Cap-Vert. Leur nombre est en constante progression, même si leur part de la population sénégalaise reste à peu près constante. Ils étaient 430 349 (33%) selon des estimations de 1925, en 1985 ils représentaient 36% de la population (2 431 800). En 2011, ils étaient 5 335 968, soit 43.3% de la population sénégalaise.
Les autres Wolofs sont surtout présents dans la sous-région en Mauritanie, en Gambie, au Mali et souvent en Côte d'Ivoire et au Gabon.
On les trouve aussi dans le reste du monde où l'immigration wolof s'est déployée : la France où la diaspora sénégalaise est concentrée dans la région parisienne, l'Italie où il y a de très importantes communautés, notamment à travers le système migratoire de la confrérie des Mourides, et aux États-Unis notamment.

## Histoire
D'après les historiens et scientifiques, comme Yoro Boly Dyao, Cheikh Anta Diop, Aboubacry Moussa Lam ou encore Théophile Obenga, les ancêtres des Wolofs (comme la plupart des ethnies d'Afrique) sont originaires de la vallée du Nil (l'actuelle Égypte-Nubie). Selon les recit oraux des griots, les traces les plus anciennes d'une culture, surtout en ce qui concerne la langue, les principes religieux et culturel dont les Wolofs ont hérité, remonteraient à l'époque de l'Égypte pharaonique, aussi bien en Basse-Égypte qu'en Haute-Égypte et Nubie. Cette approche a été cependant contestée en tant qu'afrocentriste, notamment la vision de Cheikh Anta Diop. En effet, d'un point de vue linguistique, l'égyptien ancien appartient au groupe chamito-sémitique, et le wolof au groupe nigéro-congolais, nettement distincts.
La tradition orale wolof rapporte que les Wolofs sont originaires de la vallée du Nil, comme en témoignent les Cahiers de Yoro Boli Diaw qui, en rassemblant les diverses traditions orales wolof, décrit les six migrations entre le Nil et la vallée du fleuve Sénégal auxquelles le Sénégal doit son peuplement au XIXe siècle. Les Wolofs ont d'abord cohabité avec les Berbères dans le sud-est de la Mauritanie, en compagnie des Peuls, des groupes mandingues, des Soninkés etc. Tous ces groupes de Noirs étaient appelés Bafours par les Berbères. À l'époque de l'empire du Ghana, les Wolofs étaient de religion traditionnelle et occupaient le Tékrour. Cependant, Al Bakri rapporte que le premier souverain musulman du Tékrour est War Ndiaye, converti en 1040 ( il est encore appelé War Diabi Ndiaye). Le Tékrour, actuel Fouta toro est aujourd'hui le foyer des toucouleurs (déformation de Tékrouri) qui sont un peuple issu du métissage Wolof + peul, Soninké + Peul. Et pour beaucoup d'entre ces toucouleurs, ils n'ont de Peul que la langue (d'où le fait qu'on les appelle aussi Halpulaar), aucune once de sang Peul dans leur ADN.

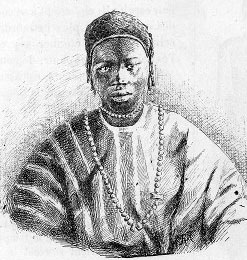
Wolof du Cayor (gravure de 1890).

Au XIe siècle, les Almoravides, guerriers musulmans d'origine maure, commencent à vouloir convertir les groupes de religion traditionnelle, par le djihad. On rapporte que les Soninkés, étaient déjà probablement musulmans pour la plupart d'entre eux, convertis par les Dyulas, eux-mêmes initiés par les commerçants arabo-berbères  entre le VIIe siècle et le IXe siècle. En revanche les Sérères, les Peuls et les Wolofs – pour échapper à la pression des Almoravides, mais aussi et surtout à cause de la sècheresse – entreprennent plusieurs migrations qui les mènent dans les régions qu'ils peuplent aujourd'hui, en particulier dans le cas des Wolofs, le nord-ouest et le centre du Sénégal.
Au début du XIIIe siècle, les Wolofs fondent l'empire du Djolof qui regroupe à son apogée les États du Waalo, du Cayor, du Baol, du Sine, du Saloum, une partie du Fouta-Toro, le Niani, le woulli et le Bambouk. La tradition orale chante même que les bourba djolof auraient dominé tout le Sénégal actuel.
Après 1549, les États vassaux du Djolof retrouvent leur indépendance jusqu'à la fin du XIXe siècle au moment de la colonisation française.

## Langue
La langue de cette population est le wolof. C'est la présence massive des Wolofs, dans les principaux centres urbains notamment, qui a permis, dès l’indépendance sénégalaise, de l’imposer comme principale langue nationale. Bien avant le français, c’est la langue la plus comprise par les différentes ethnies sénégalaises (près de 85 % de la population).
Le phénomène de « wolofisation » s'accentue de nos jours, notamment grâce à l'urbanisation, car parler le wolof lorsqu'on vit dans des villes comme Dakar, Louga, Thiès, Saint-Louis ou Kaolack, Diourbel est indispensable.

## Patronymes
Les patronymes les plus portés chez les Wolofs sont : NDiaye, Diop, Fall, Diagne, Dièye, Diène Guèye, Mbaye, MBengue, Thiam, Dieng, Seck, Mbacké, Beye, Mbow, Lô, Samb, Boye, Ndaw ou Ndao, Wade, Ndiouck, Diack, Mbodj, Leye, Gaye, Diaw, Niang, Niasse, Péne, Kassé, Mboup, Dial, Ndoye, Yade, Loum, Pouye, Thiaw, Ndiongue, Sourang, etc.. On en compte plus d'une centaine. Au-delà des Wolofs, au Sénégal et dans la sous-région plus généralement, les mêmes patronymes peuvent être portés par des gens d'ethnies, de groupe social ou de classe, différents. La majorité des groupes des sébbé du fouta sont d’origine wolof, en particulier ceux de Nguenaar : Niang, Faal, Diop, Diack, NDiaye, Dieng. La plupart des grands farba du Fuuta (Farmbaal, Farba, Waalaldé, Farba Erem, Farba Ndioum, etc.) sont des Wolof d’origine. Si l’arc hydrographique Guiers-Taouey-Khomak et R’Kiz constitue la limite théorique entre Fulbé et Wolof, il va sans dire qu’il a été franchi de part et d’autre par les deux peuples. C’est ainsi que le milieu du XVe siècle est marqué par l’expansion du Jolof aux dépens du Fuuta, du Nammandiru ou Ndiarmeew et du Saalum, sous le règne de Thioukly Djiglaane Ndiaye. Ce souverain a partagé le Fuuta entre les Farbas qui administraient les différentes provinces au nom du Bourba et prélevaient sur les populations un tribut en nature (bestiaux, mil... ). (La Première Hégémonie Peule le Fuuta Tooro de Koli Tenguella à Almaami Abdul, Karthala).

## Religion
La presque totalité des Wolofs sont musulmans et adhèrent aux confréries soufies : Tijaniyya, Mouridiyya, Qadiriyya, Layène. Même si la religion musulmane pénétra très tôt chez les Wolofs, l'imprégnation fut lente, et la conversion massive de ce peuple à l'islam ne remonte qu'à la fin du XIXe siècle, à travers la confrérie de la Tijaniyya et du mouridisme.
Merci de noter que le mouridisme est interprété comme un style de vie mais pas une confrérie.
Quelques groupes chrétiens existent également. Encore de religion traditionnelle, dites Tieddo, les Wolofs pratiquaient le totémisme, le matriarcat, l'hommage aux ancêtres, ainsi que les autres éléments de la religion africaine qui reconnaît aussi un Dieu unique et créateur.
Malgré cela, la tradition africaine reste très vivace, et les talismans téré sont fréquemment arborés, en protection contre les djinns. La religion traditionnelle d'origine, a davantage été conservée chez les Lébous, qui eux l'ont adaptée avec l'islam.

## Valeurs

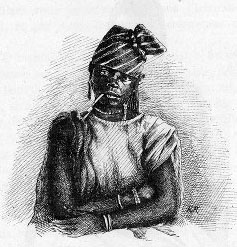
Femme wolof de Saint-Louis (1890).

L'esprit d'ouverture des Wolofs a permis au Sénégal de construire un État-Nation sans ethnicisme ni tensions interethniques.
Les Wolofs ont également comme principe traditionnel ce qu'ils appellent le jom. Le jom représente les valeurs de courage, respect des anciens, de modestie, générosité, de contrôle de soi, d'honneur, que chaque Wolof s'efforce de respecter chaque jour. Il y a également la teranga qui représente la capacité à accueillir les étrangers avec respect, tout faire pour que le visiteur garde un souvenir inoubliable de sa visite.
La société wolof est de type patrilinéaire, depuis leur islamisation, avant cela elle était matrilinéaire.

Il existe deux branches familiales, la paternelle appelée Guegno, et la maternelle Meen. Pour les wolofs, si c'est du lignage Guegno, que l'on hérite du nom de famille Sant, lié à un animal totem, et de la condition sociale (Caste), c'est du lignage Meen, que l'on reçoit le caractère Jiko, le sang Deret, la chair  Soox, et l'esprit Xel. Les pouvoirs mystiques ndëmm sont transmis par la mère. Les classes d'âge jouaient un rôle important dans la structure sociale ; chaque classe avait ses rites d'initiation et ses interdits. Dans la famille wolof, le respect envers les aînés, et les plus âgés que soi est primordial.
Avec l'islam le rôle de l'homme dans la société a pris plus d'importance.
Avant la femme avait plus de pouvoir de décision. Mais aujourd'hui chez les Wolofs, comme dans beaucoup de sociétés africaines, la femme est tout de même respectée et honorée, et l'islam qu'elle pratique est un islam libre. Dans la société wolof, la parenté à plaisanterie, ou cousinage, concerne surtout les noms patronymiques, par exemple entre les Niang et les Dieng, ou bien les Wade et les Mbaye, etc. Les Wolofs appellent cela le kal.

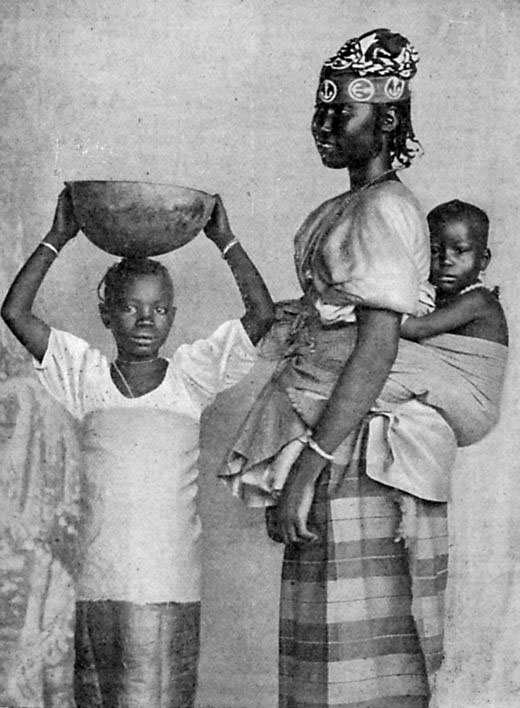
« Femme wolove et ses enfants » (1902 ?)

Traditionnellement, les femmes wolofs se tatouaient les gencives pour faire ressortir la blancheur de leurs dents. Elles utilisaient le henné pour les mains et les pieds et le khôl pour les yeux. Elles attachent sur leur tête un foulard (en wolof moussor), ou mettent le voile, et s'habillent avec différents pagnes et boubous traditionnellement bleu indigo, mais parfois très colorés avec différents motifs. Elles portent aussi bien les tuniques que les boubous (le mot dérive du wolof mboubb). Les coiffures sont très variées, parfois très hautes, et fréquemment des cauris sont attachés dessus ainsi que des pièces de monnaie et de bijoux en or ou en argent selon les moyens. Les femmes âgées coiffent généralement leurs cheveux en un simple chignon, ou tressés de façon très simple mais ne font jamais tête nue. Les femmes portent d'imposantes boucles en or ou argent aux oreilles, des rangées de perles autour des reins (en wolof "dial-diali" ou "fer"), des colliers d'or ou d'argent autour du cou ainsi qu'une sorte de portefeuille en cuir ouvragé également porté autour du cou parfois décoré d'or ou d'argent appelé nafa ou makhtoum aussi bien porté par les hommes que par les femmes et qui avait la même fonction que les sacs à main modernes. Traditionnellement, lorsqu'une femme devient mère pour la première fois, elle ajoute un bracelet d'argent à sa parure.
Les hommes du peuple portent souvent un pantalon bouffant, avec un boubou par-dessus ils portaient aussi une large ceinture de cuir par-dessus leur boubou et chaussaient des sandales ou des babouches. Chez les aristocrates et les classes aisées la tenue était plus compliquée : le boubou était richement brodé et on chaussait des bottes en cuir ouvragé, ils portaient également une cape par-dessus le boubou et un sabre accroché à la ceinture. Les couvre-chefs masculins ont évolué selon les périodes. Lorsqu'ils étaient encore de religion tiédo, les hommes portaient leurs cheveux tressés et parés de bijoux. Les hommes de l'aristocratie wolof arboraient différentes coiffures en fines tresses, comme le font les Baye Fall aujourd'hui. David Boilat réalisa de nombreuses planches décrivant de telles coiffures. Plus tard, l'usage des turbans se répandit, et aujourd'hui, les Wolofs arborent plus fréquemment des bonnets rouges, blancs ou noirs. Leur forme est plus souvent ronde ou carrée, également le chapeau conique, forme que portent plus généralement les Peuls et Sérères.

## Organisation sociale

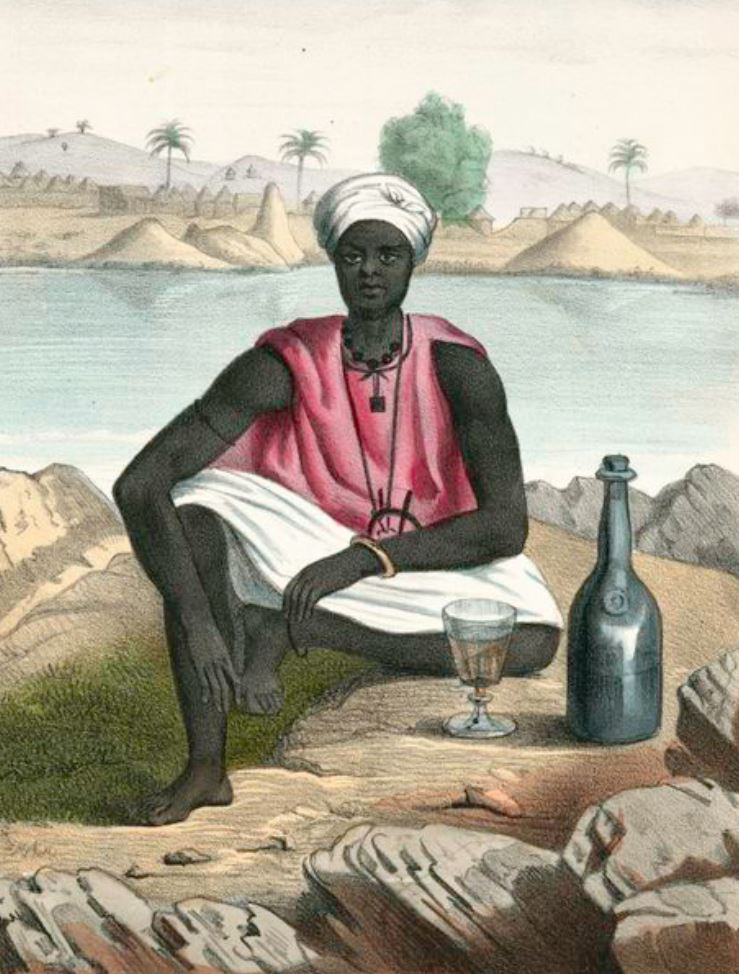
Un tiedo près de Bakel (1853)

La structure sociale traditionnelle des Wolofs ressemble à celle des ethnies Toucouleurs, Mandingues et Sérères : c'est une société de castes.
Il est important de savoir que ce qui est restitué ci-dessous correspond grosso modo aux structures archaïques. Cela n'a donc rien à voir avec la société où évolue actuellement les gens d'origine wolof. Et une « sénégalisation » progressive de la société, avec notamment des brassages interethniques et davantage d'éveil culturel, rend non pertinentes et dépassées certaines analyses concernant le groupe de langue wolof. La conscience nationale a dépassé la conscience ethnique ou communautaire. Et cela est d'ailleurs valable pour toutes les ethnies du Sénégal.
Pour ce qui est de l'organisation traditionnelle sociale, les géer ou non castés occupent le sommet de la hiérarchie. C'est dans ces géer que l'on trouve l'aristocratie. On appelle cette classe dirigeante les garmi. Dans les anciens royaumes wolofs, c'est dans cette aristocratie que les rois (bour en wolof) étaient élus, ainsi que les grands notables de la cour, le Farba Kaba qui était le chef des guerriers tiédos, le grand Diaraf premier ministre, les Kangame qui étaient les chefs des provinces, le Toubé vice-roi, le Boumi l'héritier présomptif et la linguère qui était la reine.
Après les garmi qui représentent l'aristocratie vient une autre catégorie de geer, c'est-à-dire de non castés : les diambour. Les diambour sont des non castés ne faisant pas partie de l'aristocratie mais étant généralement aisés et jouissant de nombreux privilèges ; les diambour étaient généralement constitués de famille de riches marabouts, commerçants ou propriétaires terriens. Viennent ensuite les badolo, la dernière catégorie de geer. Les badolo sont des hommes libres, la plupart de simples paysans vivant de l'agriculture, soit des modestes marabouts souvent d'origine toucouleur ou soninké, ils constituaient la masse paysanne, le gros du peuple et se définissaient par ceux qui ne possèdent personne et que personne ne possède. Certains badolo cultivent des champs pour le compte des aristocrates garmi et de riches diambour. Les badolo subissaient durement l'autorité des Garmi.
Ensuite viennent les castes d'artisans, les gnegno régissant les codes de beautés de la société par la nature de leurs métiers, mais à cause de leur position hiérarchique inférieure, ils sont traditionnellement méprisés par les géers, et marginalisés. Paradoxalement, ils bénéficient d'une réputation de porte-bonheur, raisons pour lesquelles malgré tout, ils étaient épargnés des exactions que subissaient les badolos c'est-à-dire les paysans par exemple. Ils vivaient à la périphérie des villages, et il existe toutes sortes de mythes et de légendes à leur sujet.
Ngengo (ñeño est un mot wolof qui vient de la racine ñé et ño qui désigne les autres pour préciser leur activité ou leur catégorie). En pulaar, se dit baylo qui est équivalent de ngengo. Cette caste pratique l'endogamie stricte, encore de nos jours. Ils sont divisés comme suit :
- les Teugg ou Balla maissa, qui sont les forgerons et les bijoutiers, souvent liés à des familles géer, car ils leur fournissaient les bijoux et les armes pour la guerre ; chaque famille géer a son teugg ; leurs femmes sont très sollicitées pour la coiffure et exerçaient la poterie.
- les Laobés, artisans du bois, d'origine peuhl.
- les Woudé, les artisans du cuir, cordonniers, dont les femmes pratiquent le tatouage des lèvres et des gencives aux jeunes filles ; ces tatouages étaient traditionnellement signes de passage à l'âge adulte chez les Wolofs.
- les Rabb, caste des tisserands.
- Enfin les griots Gueweul, divisés en deux parties, il y a les griots de la cour et ceux du reste de la population, ceux qui maîtrisent l'art de la parole, et ceux qui en plus maîtrisent les différents instruments de musique, le xalam, le tama. Chez les toucleurs gueweul (gëwël en wolof) va donner le mot gawlo, linguistiquement le toucleur ne peut pas prononcer gëwël a cause du ë muet qui existe dans la langue wolof et qui est absent dans la langue pular.
- les gawlo sont en majorité d’origine wolof, ce sont des wolofs pularisés pendant le règne de koly Tengala Ba qui a imposé la langue pular à la population de Tekcrou ( Fouta). Ils portent les patronymes Seck, Mboup, Gueye, Diop, Ndiaye, Mbaaye, etc. Référence: la première hégémonie peul du professeur Omar Kane.

Au bas de la hiérarchie se trouvaient les esclaves dans une société profondément esclavagiste, les diam ou jam en wolof. Les esclaves étaient divisés en trois groupes : les esclaves de la cour les jaami bour, chez lesquels étaient recrutés les soldats tiédos, guerriers bénéficiant de grands privilèges, au même titre que les nobles, les captifs de case ou esclaves domestiques appelés jaami juddu, et les esclaves de traite destinés à la vente appelés djami sayoor dans les villages appartenant soit aux diambour soit aux nyenyo. Certains esclaves possédaient une parcelle de terrain, où ils vivaient et cultivaient, mais ils restaient sous l'autorité de la famille qu'ils servaient.
Aujourd'hui, si l'esclavage a officiellement disparu, le système des castes est toujours présent, car chaque Wolof revendiquera d'être originaire de telle ou telle caste. De même, lorsque deux individus souhaitent contracter un mariage et qu'ils appartiennent à des castes différentes, cela peut encore de nos jours poser problème, tout comme les mariages entre deux personnes d'ethnies différentes. Certes, les métiers ne sont plus strictement réservés à chaque caste, sauf dans les villages les plus reculés, mais l'endogamie est toujours présente. Par contre le rôle des griots tend à disparaître. Les grands griots chantant les rois des royaumes anciens, l'histoire du terroir, disparaissent, mais beaucoup luttent pour préserver ces personnages et former ceux qui prendront la relève.

## Activités économiques
Les Wolofs vivent depuis toujours de l'agriculture. Ils cultivent traditionnellement le mil qui était la base de l'alimentation, le manioc, le haricot, le coton, le melon, la pastèque, les courges, l'arachide et d'autres cultures sahéliennes. .
L'élevage est leur deuxième activité. Traditionnellement, ils confient leurs troupeaux de vaches aux Peulhs et élèvent toujours des ovins  ainsi que des volailles et parfois des chameaux, les ânes sont utilisés pour les travaux champêtres et pour la corvée du portage. Les aristocrates et les classes aisées quant à eux possédaient des écuries où des palefreniers s'occupaient de leurs chevaux.
Leur troisième activité traditionnelle est la pêche, d'ailleurs l'écrasante majorité des pêcheurs au sénégal sont des wolofs. Ils sont aussi très présent dans le commerce, le transport et dans l'artisanat, surtout dans les grandes villes. Aujourd'hui, on trouve encore beaucoup de Wolofs agriculteurs, mais la plupart vivant dans les grandes villes du Sénégal, ils pratiquent tous les métiers. Au Sénégal, beaucoup occupent des postes très élevés, ainsi que dans les pays étrangers, aux États-Unis, en France ainsi qu'en Italie où l'on trouve une véritable diaspora sénégalaise.
La societe wolof est polyvalente et diverse. L'organisation sociale faisait que chaque sous-groupe fabriquait des objets de la vie quotidienne (vêtements, bijoux, meubles, chaussures, armure).